# Clash of Champions (2020)
Clash of Champions (2020) — профессиональное PPV реслинг-шоу и транслируемая на WWE Network, созданное WWE для брендов Raw и SmackDown.
Состоялось 27 сентября 2020 года (первоначально должно пройти 20 сентября) в Amway Центре в Орландо, штат Флорида. Это будет четвертое мероприятие в хронологии Clash of Champions, и в нем будет представлен виртуальный опыт просмотра фанатов WWE под названием ThunderDome. В соответствии с тематикой мероприятия, все чемпионские пояса на бренде Raw и SmackDown будут защищаться.

## Производство

### Предыстория
Clash of Champions — это периодически возвращающиеся PPV, созданное WWE в 2016 году. Как и его предшественник Night of Champions, концепция шоу заключается в том, что каждый действующий чемпион WWE своего бренда, представленный на этом шоу, защищает свой титул. К 2020 году на шоу будут представлены рестлеры от брендов Raw и SmackDown и их чемпионские пояса: Чемпионство WWE на Raw , Вселенское чемпионство WWE на SmackDown, Женское чемпионство Raw на Raw , Чемпионство Соединённых Штатов WWE на Raw, Интерконтинентальное чемпионство WWE на SmackDown , Командное чемпионство WWE SmackDown, Командное чемпионство WWE Raw , Командное чемпионство WWE среди женщин и Чемпионство 24/7 WWE . На мероприятии 2019 года также был представлен бренд 205 Live и его Чемпионство в полутяжелом весе, но в конце 2019 года этот бренд и титул были объединены под эгидой NXT .

#### Последствия пандемии COVID-19
Из-за пандемии COVID-19 WWE проводила большую часть своих ППВ в Подготовительном Центре WWE в Орландо, штат Флорида, с середины марта 2020 года без присутствия фанатов, хотя в конце мая промоушен начал использовать стажеров Подготовительного Центра в качестве живой аудитории, которая была дополнительно расширена до друзей и членов семьи рестлеров в середине июня. Вскоре WWE заключила соглашение с Эмвей-центром, в соответствии с которым все будущие трансляции «в обозримом будущем» Raw, SmackDown и PPV будут проводиться на площадке. Наряду с этим переездом WWE сотрудничала с компанией Fan experience с полным спектром услуг The Famous Group, чтобы обеспечить «виртуальный фанатский опыт», получивший название «ThunderDome», который впервые показан на эпизоде SmackDown от 21 августа. Дроны, лазеры, пиротехника, дым и проекции будут использоваться для того, чтобы сделать выходы рестлеров «лучше, чем на Рестлмании», по словам исполнительного вице-президента WWE по телевизионному производству Кевина Данна, который далее отметил, что «теперь мы можем делать то, что никогда не могли бы сделать иначе». Они также установили почти 1000 светодиодных досок в Эмвей-центре, чтобы обеспечить ряды и ряды виртуальных вентиляторов, которые могут зарегистрироваться на бесплатное виртуальное место. Звук арены также будет смешан с звуком виртуальных фанатов, чтобы можно было услышать песнопения фанатов. Само Clash of Champions первоначально было запланировано на 20 сентября, но было перенесено на 27 сентября.

### Сюжетные линии
Шоу состояло из восьми матчей, в том числе одного на пре-шоу Кикофф. Поединки происходили из сценарных сюжетных линий, где рестлеры изображали героев, злодеев или менее различимых персонажей в сценарных линих, которые создавали напряжение и завершались реслинг матчей или серией матчей. Результаты были предопределены сценаристами WWE на бренды Raw и SmackDown, как и сюжетные линии созданные на еженедельных телевизионных шоу WWE, Monday Night Raw и Friday Night SmackDown.
На Саммерсламе Дрю Макинтайр победил Рэнди Ортона, защитив чемпионство WWE. На следующий вечер Raw Макинтайр злорадствовал по поводу своей победы над «величайшим рестлером всех времен» с отступлением и заявил, что он знал, что Ортон хочет реванша. Когда Макинтайр вышел, Ортон атаковал его двумя пант-киками. Позже Ортон столкнулся с бывшим рестлером NXT, дебютировавшим на Raw Китом Ли. Ли от имени Макинтайра вызвал Ортона на поединок. Эти двое столкнулись друг с другом в ту ночь; однако матч закончился победой по дисквалификации для Ортона после того, как Макинтайр атаковал Ортона. После последовавшей драки Ортон нанес Макинтайру третий удар пант-киком, отняв у него еще две недели. Затем Ли встретился с Ортоном в матче-реванше и от имени Макинтайра, на этот раз на Payback, где Ли победил Ортона. На следующий вечер Raw были анонсированы три одиночных матча, победители которых встретились друг с другом в матче тройной угрозы в тот же вечер, чтобы определить претендента номер один за Чемпионство WWE на Clash of Champions. Ортон, Ли и Сет Роллинс выиграли свои соответствующие матчи, а Ортон выиграл последующий матч тройной угрозы, обеспечить себе еще одну титульную возможность против Макинтайра. В течение этой ночи Макинтайр нанес Ортону три «клеймора». На следующей неделе Макинтайр изменил условия их матча на матч скорой помощи. Кроме того, в ту ночь из-за неопределенности, попадет ли Ортон в Clash of Champions после атак Макинтайра. На прошлой неделе, Ли столкнулся с Макинтайром в матче без титула, где, если Ли выиграет, он заменит Ортона в случае, если Ортон не сможет участвовать на Clash of Champions; матч, однако, закончился без результатно, когда Возмездие атаковало обоих рестлеров.
На Payback Биг И и Мэтт Риддл выиграли свои матчи против Шеймуса и Короля Корбина, в то время как в главном событии теперь хил Роман Рейнс, присоединившись к Полу Хейману, выиграв Вселенское Чемпионство. На следующем SmackDown был запланирован фатальный четырехсторонний матч между Биг И,Риддлом, Корбином и Шеймусом, чтобы определить претендента номер один за чемпионство на Clash of Champions. Однако Шеймус атаковал Биг И за кулисами, выведя его из матча. Впоследствии Биг И был заменен собственного двоюродного брата Романа Рейнса Джея Усо, который победил в четырех стороннем матче заработав тайтл-шот против Рейнса.
На эпизоде SmackDown от 11 сентября Калисто и Гран Металик из Lucha House Party (в сопровождении своего товарища по команде Линса Дорадо) победили чемпионов SmackDown Сезаро и Синсукэ Накамуру в матче без титулов на кону. На следующей неделе Сезаро и Накамура должны были защищать титулы против Lucha House Party на кик-офф шоу Clash of Champions .
В мае 2020 года Сэми Зейн был лишен Интерконтинентального чемпионства после того, как воздержался от участия в выступлениях во время пандемии COVID-19. Турнир по определению нового чемпиона был выигран Эй Джеем Стайлзом на эпизоде SmackDown от 12 июня. затем Джефф Харди победил Стайлза, выиграв титул на эпизоде SmackDown от 21 августа; перед матчем Стайлз атаковал ногу Харди, что привело к тому, что медицинский персонал поместил коленный бандаж на поврежденную ногу Харди. На следующей неделе Стайлз прервал Харди, чувствуя, что Харди обманул в их матче, когда Харди ударил Стайлза своим коленным бандажом. Однако, когда Харди уходил, Зейн вернулся со своим собственным титульным поясом, утверждая, что он является настоящим чемпионом, поскольку он никогда не был побежден. Затем Зейн напал на Харди, пока Стайлз наблюдал за ним, и насмехаясь над Харди. В течение следующих нескольких недель все трое будут спорить и заявлять свои претензии на то, кто был настоящим чемпионом. Соперничество в конце концов достигло точки кипения на эпизоде SmackDown от 18 сентября, когда разъяренный Харди объявил, что он будет защищать Интерконтитнентальное чемпионство против Стайлза и Зейна в лестничном матче тройной угрозой на Clash of Champions. На следующей неделе было объявлено, что для победы в матче оба титульных пояса (чемпионский пояс Харди и искусственный пояс Зейна) должны быть восстановлены, чтобы быть объявленным неоспоримым Интерконтинентальным чемпионом.

#### Отмененные матчи
На Payback Ная Джакс и Шейна Басзлер выиграли Командное чемпионство WWE среди женщин, а во время кик-офф шоу The Riott Squad (Руби Райотт и Лив Морган) победила IIconics (Пейтон Ройс и Билли Кей). На следующий вечер на Raw Riott Squad столкнулась с IIconics в матче-реванше с дополнительным условием, победившая команда получит шанс за Командное чемпионство WWE среди женщин, а проигравшая команда расформируется. The Riott Squad выиграла матч и тайтл-шот, в то время как команду IIconics пришлось расформировать. Титульный матч был запланирован на Clash of Champions. Однако всего за несколько часов до этого события WWE объявила, что и Джакс, и Басзлер не были допущены к соревнованиям по медицинским показаниям, и в результате матч был отменен.

## Результаты
| №                                                    | Матч                                                                                                | Тип матча                                                          | Время | Оценки Дейва Мельтцера |
| ---------------------------------------------------- | --------------------------------------------------------------------------------------------------- | ------------------------------------------------------------------ | ----- | ---------------------- |
| 1P                                                   | Сезаро и Синсукэ Накамура (с) победили «Луча Хаус Пати» (Калисто и Линсе Дорадо) (с Гран Металиком) | Титульный командный матч за Командные чемпионства WWE SmackDown    | 10:45 | 2.75 звезды            |
| 2                                                    | Сэми Зейн победил Джеффа Харди (с) и Эй Джей Стайлза                                                | Лестничный матч тройной угрозы за Интерконтинентальное Чемпионство | 26:35 | 4.25 звезды            |
| 3                                                    | Аска (с) победила Зелину Вегу по болевому                                                           | Титульный матч за Чемпионство WWE Raw среди женщин                 | 7:05  | 2.25 звезды            |
| 4                                                    | Бобби Лэшли (с) (с MVP и Шелтон Бенджамин) победил Аполло Крюса (с Рикошетом) по болевому           | Титульный матч за Чемпионство Соединённых Штатов WWE               | 8:15  | 2.75 звезды            |
| 5                                                    | «Уличная нажива» (Анджело Доукинса и Монтес Форд) (с) победили Андраде и Анхель Гарзу               | Титульный командный матч за Командные чемпионства WWE Raw          | 8:15  | 2.5 звезды             |
| 6                                                    | Аска победила Бейли (с) по дисквалификации                                                          | Титульный матч за Чемпионство WWE SmackDown среди женщин           | 3:45  | 1 звезда               |
| 7                                                    | Дрю Макинтайр (с) победил Рэнди Ортона                                                              | Матч со скорой помощью за Чемпионство WWE                          | 21:35 | 4 звезды               |
| 8                                                    | Роман Рейнс (c) (с Полом Хейманом) победил Джея Усо техническим нокаутом                            | Титульный матч за Вселенское Чемпионство WWE                       | 22:55 | 4.25 звезды            |
| (с) — чемпион на момент поединка P — матч на пре-шоу | |                                                                    |       |                        |

## Заметки
1. ↑  Мероприятие проходило без зрителей из-за пандемии COVID-19 в Соединенных Штатах, хотя в нем участвовала живая толпа виртуальных фанатов через просмотр ThunderDome от WWE.
2. ↑  Джимми Усо бросил полотенце от имени Джея Усо из-за того, что он был без сознания